# Talpa caeca
Taupe aveugle
Espèce
Statut de conservation UICN

 LC  : Préoccupation mineure
La Taupe aveugle (Talpa caeca) est une espèce de mammifères appartenant à la famille des Talpidés et au genre Talpa. Cette taupe est morphologiquement proche de la Taupe d'Europe. Elle s'en différencie par sa petite taille et par la peau qui lui recouvre complètement les yeux. Son habitat est aussi plus strict : elle est inféodée à l'étage montagnard des Alpes, des Apennins et des Balkans.

## Dénominations
Cette espèce porte le nom scientifique valide « Talpa caeca » Savi, 1822. caeca signifie en latin « aveugle ».
Le nom français issu de la vulgarisation scientifique est « taupe aveugle »,,,. De façon secondaire et moins précise, l'espèce porte également les noms vulgaires ou  vernaculaires « taupe méditerranéenne » et plus simplement « taupe ».

## Description

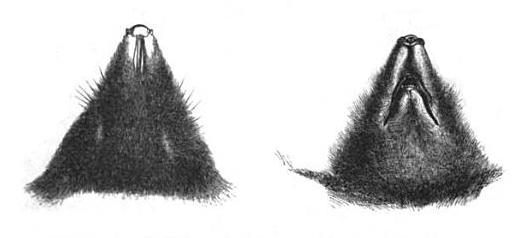
Vue de dessus et de dessous de la tête de la Taupe aveugle.

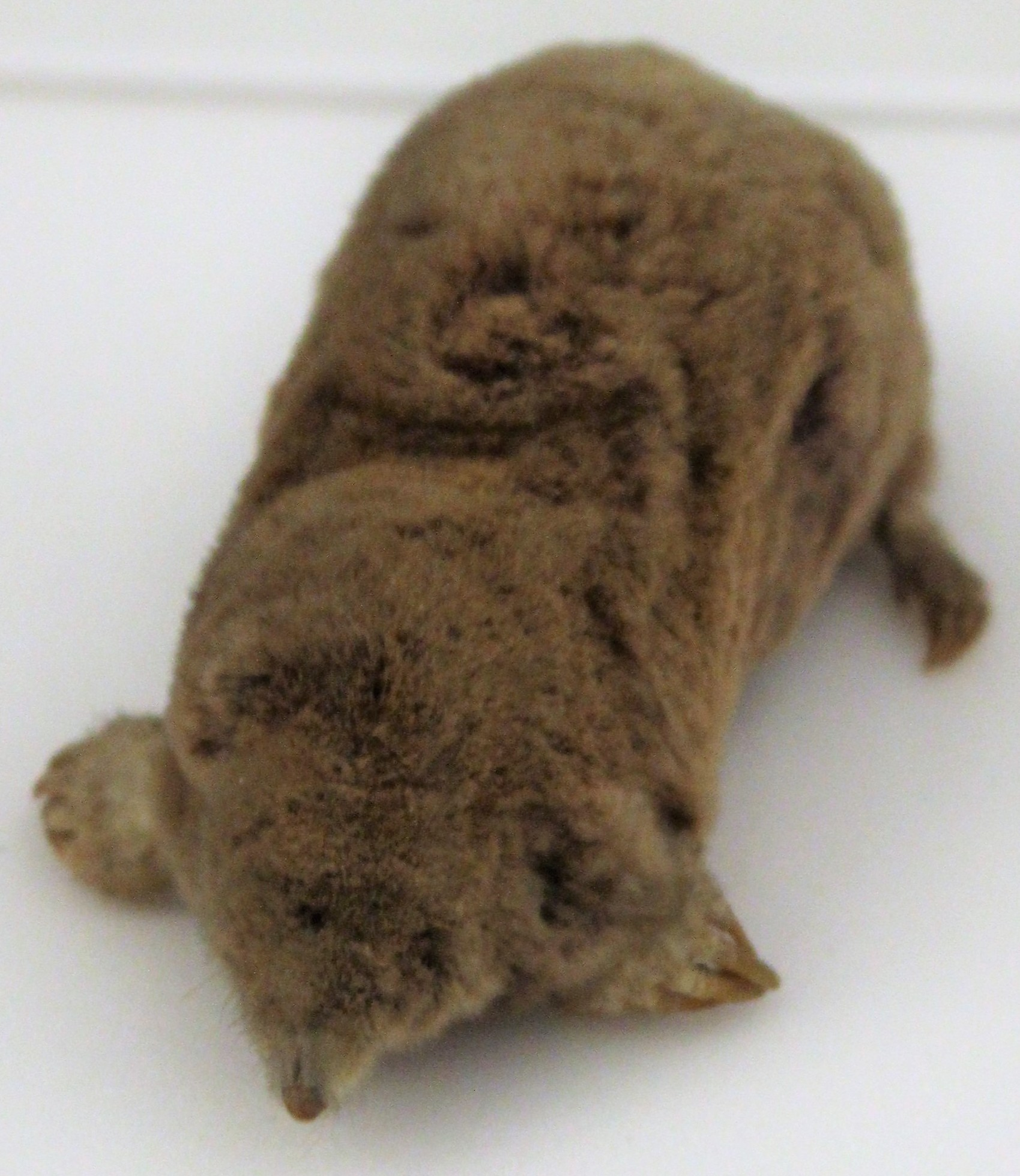
Talpa caeca empaillée au muséum de l'université de Cambridge en Angleterre.

La Taupe aveugle est la plus petite des taupes présentes en Europe, mais il n'est pas possible de la discriminer uniquement sur la base de sa taille. Ses critères distinctifs sont sa paupière soudée au-dessus de l'œil et recouverte de poils, ses dents proportionnellement un peu plus grandes que celles de la Taupe d'Europe et ses molaires supérieures présentant toujours une cuspide bifide.

## Habitat
La Taupe aveugle est plus stricte dans ses exigences d'habitats que ses congénères. Elle se rencontre préférentiellement au sein des ubacs, c'est-à-dire les pentes orientées au nord, avec une présence discontinue de forêts composées de feuillus caduques. Elle préfère les sols relativement profonds, et tend à éviter les zones agricoles. Elle est bien adaptée aux sols froids et supporte aisément les sols couverts de neige pendant plusieurs mois de l'année. Parallèlement, elle évite les sols chauds et secs.
Cette espèce occupe de préférence les collines et les montagnes. Tant dans les Alpes que dans les Apennins, elle tend à s'installer dans des zones plus élevées et a même été trouvée à plus de 2 500 m d'altitude, laissant les altitudes plus basses aux autres espèces de taupes. La cohabitation de la Taupe aveugle avec les autres espèces de taupes est généralement rare. Sa distribution serait la conséquence d'un déplacement vers des sols moins riches en invertébrés causé par la concurrence avec la Taupe d'Europe et la Taupe romaine. 

## Répartition

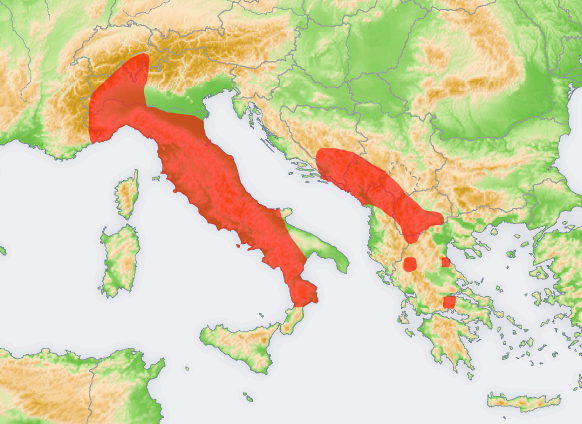
Aire de répartition de la Taupe aveugle.

Talpa caeca est distribuée dans une partie des Alpes françaises, suisses et italiennes, dans les Apennins en Italie (des Alpes apuanes jusqu'au massif du Pollino) et dans les Balkans, du sud de la Serbie au mont Olympe en Grèce en passant par l'Albanie, la Slovénie, le Monténégro et la Macédoine du Nord,.
La répartition exacte de l'espèce est inconnue et la connaissance fragmentaire de son aire de répartition est basée sur des spécimens individuels capturés, comme c'est le cas pour les autres espèces de taupes.

## Relations avec l'humain
Sa présence plus importante dans les environnements montagneux et sa tendance à éviter les zones agricoles supposent que la Taupe aveugle est moins susceptible que d'autres espèces d'être capturée par les agriculteurs et les jardiniers. Pour ces raisons, son impact économique serait assez faible.
De même, malgré le manque d'informations, il n'y a pas de preuves suggérant des problèmes de conservation de l'espèce, qui pourraient résulter de l'utilisation d'insecticides et de produits chimiques dans l'agriculture.

## Classification
Cette espèce a été décrite pour la première fois en 1822 par le zoologiste italien Paolo Savi (1798-1871).
Traditionnellement, les espèces de la famille des Talpidae sont classées dans l'ordre des Insectivores, un taxon poubelle qui est abandonné au XXIe siècle au profit des Eulipotyphles.
Avant la révision de la systématique du genre Talpa dans les années 2000, toutes les petites taupes du sud de l'Europe étaient considérées comme appartenant à cette espèce. Depuis, les populations de la péninsule ibérique et du Caucase sont respectivement attribuées à Talpa occidentalis et à la sous-espèce minima de Talpa levantis.

### Sous-espèces
Les populations des Apennins sont attribuées à la sous-espèce nominale, tandis que deux autres sous-espèces de taille légèrement inférieure sont présentes dans les Alpes.
Selon Mammal Species of the World (version 3, 2005)  (14 octobre 2015) et Catalogue of Life (14 octobre 2015) :
- sous-espèce Talpa caeca augustana Capolongo & Panasci, 1978
- sous-espèce Talpa caeca caeca Savi, 1822
- sous-espèce Talpa caeca hercegovinensis Bolkay, 1925
- sous-espèce Talpa caeca steini Grulich, 1971